# Eicomorpha antiqua
Eicomorpha antiqua är en fjärilsart som beskrevs av Otto Staudinger 1888. Eicomorpha antiqua ingår i släktet Eicomorpha och familjen nattflyn. Inga underarter finns listade i Catalogue of Life.